# Гьегу
Гьегу (тиб. སྐྱེ་དགུ་མདོ་, Вайли: skye dgu mdo, тиб. пиньинь: Gyêgu(ndo), рус.: Гьегу(ндо), кит. упр. 结古, пиньинь Jiégǔ, палл. Цзегу) — посёлок в китайской провинции Цинхай, административный центр Юйшу-Тибетского автономного округа и уезда Юйшу. Сейчас в Китае по названию округа обычно называется просто Юйшу.

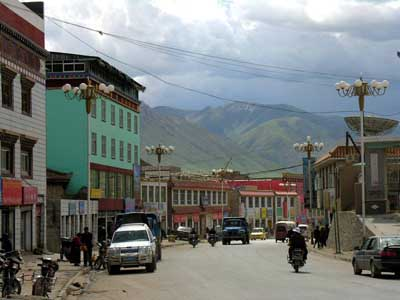
Гьегу(2005)

## История
Гьегу — это древний тибетский торговый посёлок, находящийся на пересечении пути, связывающего Сычуань с Амдо, и пути, связывающего Синин с Лхасой. В XIX веке через Гьегу проходили основные маршруты транспортировки чая из Сычуани в Тибет.
Посёлок сильно пострадал во время землетрясения 2010 года.